# 本特尔布尔
本特尔布尔（Pandharpur），又译潘达尔普尔，是印度马哈拉施特拉邦绍拉布尔县的一个城镇。总人口9701（2001年）。

## 人口
该地2001年总人口9701人，其中男性5453人，女性4248人；0—6岁人口1766人，其中男936人，女830人；识字率62.29%，其中男性为72.03%，女性为49.79%。